# Acrocercops leucostega
Acrocercops leucostega är en fjärilsart som först beskrevs av Edward Meyrick 1932.  Acrocercops leucostega ingår i släktet Acrocercops och familjen styltmalar.
Artens utbredningsområde är Sierra Leone. Inga underarter finns listade i Catalogue of Life.